# Blasskehlguan

Verbreitungsgebiet des Blasskehlguan

Der Blasskehlguan (Pipile grayi), Syn. Penelope grayi sowie Penelope jacquini Gray, GR, 1867, ist eine Vogelart aus der Familie der Hokkohühner (Cracidae).
Diese Art wurde im Oktober 2022 aufgrund von Unterschieden im Gefieder, der Farbe und Form des Kehllappens und aufgrund kaum vorkommender Hybridisierung untereinander als selbständig vom Blaukehlguan (P. cumanensis) abgespalten.
Jedoch wird die Art teilweise noch als Unterart (Ssp.) des Blaukehlguans geführt und als Pipile cumanensis grayi bezeichnet.
Der Vogel ist der am meisten südlich vorkommende Vertreter seiner Gattung und findet sich im Norden Boliviens, im äußersten Südosten Perus, im Südwesten Brasiliens bis nach Paraguay.
Der Lebensraum umfasst eine Vielzahl an baumbestandenen Regionen von feuchten bis halbfeuchten Wäldern, Terra Firme und Várzea, Galeriewald und Cerrado bis 1500 m Höhe. Dieser Vogel findet sich hauptsächlich innerhalb von etwa 100 m Abstand von Flüssen.

## Merkmale
Die Art ist mit 60–69 cm mittelgroß, schwarz-weiß gefärbt mit weißer Kopfkappe mit schwarzen oder bräunlich-schwarzen Schaftstreifen, einem weißen Flügelfleck auf den äußeren Flügeldecken mit schwarzen Bändern. Ansonsten ist der Vogel schwarz mit hell-grünlichem bis olivgrünem Schimmer, besonders deutlich an den Schultern, Flügeln und am Schwanz. Der lange, weiße, herabhängende Kehllappen kann als Hauptunterscheidungsmerkmal gegenüber anderen Gattungsvertretern angesehen werden. Der Kamm besteht aus ungewöhnlich dünnen, spitzen Federn wie Haare, Stirn und Nacken sind auch weiß, ebenso gibt es einige weiße Federn um das Auge herum, die Brustfedern haben weiße Fransen.
Die Iris ist dunkel rötlich-braun, der Schnabel blass blau mit schwarzer Spitze oder schwarz mit rosafarbener Basis und etwas Blau um die Nasenlöcher. Die Färbung der unbefiederten Gesichtshaut reicht von weiß bis kobaltblau, die Füße sind bräunlich-rot.
Die Geschlechter unterscheiden sich nicht.
Die Art unterscheidet sich vom nicht im gleichen Verbreitungsgebiet vorkommendem Trinidadguan (P. pipile) durch weniger braune, aber glänzendere Färbung, durch spitzere und schmalere Kammfedern, durch etwas breitere weiße Flügelflecken und breitere breite weiße Federränder an der Brust.
Der Rotkehlguan (P. cujubi), insbesondere in der Unterart P. c. Nattereri sieht ähnlich wie der Blasskehlguan aus, unterscheidet sich jedoch in der Form des Kehllappens, der Größe der Flügelflecken und der Anzahl der schwärzlichen Flecken auf den Flügeldecken.
Der Blaukehlguan (P. cumanensis) schließlich kann im äußersten Südosten Perus zusammen mit dem Blasskehlguan vorkommen, der sich aber durch den weißen Scheitel mit schwarzen oder bräunlichen Schaftstreifen, den größeren weißen Nackenfleck, die mehr hängende Form des Kehllappens, durch mehr olivgrünen Schimmer an der Oberseite und den größeren weißen Flügelfleck unterscheidet.

## Geografische Variation
Die Art ist monotypisch.
Es wurden Hybride zwischen dem Blasskehlguan und dem Rotkehlguan (P. cujubi) Pipile grayi x cujubi nachgewiesen.

## Stimme
Die Lautäußerungen werden als charakteristisch und typische abendliche Klangkulisse im Lebensraum beschrieben als 8–10 langsame, klare, leicht ansteigende Pfeiflaute, die jeweils länger werden wie „püüeee, püüeee, püüeee“ ziemlich ähnlich wie beim Schuppenmantel-Ameisenwächter (Willisornis poecilinotus), aber langsamer und dünner klingend. Hinzu kommt Flügelschlagen aus 2 schnellen und mitunter kaum hörbaren Schlägen gefolgt von 2–3 schwirrenden Rattergeräuschen.

## Lebensweise
Die Art ist vermutlich ein Standvogel. Besonders morgens und abends sind die Vögel häufig hoch in den Bäumen entlang der großen Flüsse anzutreffen.
Die Nahrung besteht hauptsächlich aus Früchten und Blättern, die paarweise oder in kleinen Familiengruppen fast ausschließlich in den Bäumen gesucht werden.
Die Art kann an den Schlafplätzen größere Gruppen bilden.
Für den Blasskehlguan dürfte zutreffen, was für den noch mit Unterarten gefassten Blaukehlguan geschrieben wurde:
Das Nest wird hoch in den Bäumen aus Zweigen gebaut und mit Blättern ausgelegt.
Die Brutzeit liegt während der Regenzeit zwischen August und Mai.
Das Gelege besteht aus 2–3 gelblich-weißen Eiern, die über 24–28 Tagen bebrütet werden.

## Etymologie und Forschungsgeschichte
Die Erstbeschreibung des Blasskehlguans erfolgte 1870 durch August von Pelzeln unter dem wissenschaftlichen Namen Penelope grayi. Das Typusexemplar stammte aus Sangradouro im Bundesstaat Mato Grosso in Brasilien. 1856 führte Charles Lucien Jules Laurent Bonaparte die neue Gattung Pipile für den Trinidadguan (Pipile pipile (Jacquin, 1784)) ein. Dieser Begriff hat seinen Ursprung in lateinisch pipilare  pipare ‚pfeifen, piepsen‘. Der Artname grayi ist George Robert Gray gewidmet, der den Vogel zuvor unter Penelope jacquinii beschrieben hatte. Da dieser Name bereits durch Ludwig Reichenbach für den Trinidadguan belegt war, musste nach den Internationalen Regeln für die Zoologische Nomenklatur ein neuer Name gefunden werden. Alfred Laubmann hatte für sein Werk Die Vögel von Paraguay drei Bälge, gesammelt von Eugen Josef Robert Schuhmacher (1906–1973) in Zanja Moroti und der Estancia Estrella im Bergland des Río Apa, zur Verfügung. In der Literatur sah er z. B. in Concurrencia in Alto Paraguay durch Claude Henry Baxter Grant, in Zentral-Paraguay durch Arnaldo de Winkelried Bertoni und ein von Jan Bohls (1863–1950) gesammeltes Exemplar durch Carl Eduard Hellmayr Nachweise für das Land. Laubmann führte die Art noch unter Pipile cumanensis grayi.

## Gefährdungssituation
Der Bestand gilt als potentiell gefährdet (Near Threatened) durch Habitatverlust.